# Menozziola incisipennis
Menozziola incisipennis är en tvåvingeart som beskrevs av Borgmeier och Prado 1975. Menozziola incisipennis ingår i släktet Menozziola och familjen puckelflugor. Inga underarter finns listade i Catalogue of Life.